# Stara Wieś (gmina Piekoszów)
Stara Wieś – dawna wieś w Polsce położona w województwie świętokrzyskim, w powiecie kieleckim, w gminie Piekoszów.
Nazwę zniesiono z 2023 r.